# 탐나는 TV
《탐나는 TV》는 MBC TV에서 매주 토요일 오전 8시 30분에 방송 중인 TV 비평 옴부즈맨 프로그램이다.

## 기획 의도
독한 소리와 냉철한 비판의식으로 똘똘 뭉친 시청자 대표와 함께 드라마, 예능, 보도, 시사교양, 스포츠 등 각 분야의 전문가들이 모여 MBC 프로그램에 대한 솔직하며, 가감없는 비평을 들어보는 TV비평 옴부즈맨 프로그램이다.

## 방송 시간
| 방송 채널 | 방송 기간                         | 방송 시간                              |
| --------- | --------------------------------- | -------------------------------------- |
| MBC TV    | 2018년 9월 22일 ~ 2020년 3월 21일 | 매주 토요일 아침 8시 10분 ~ 9시 10분   |
| MBC TV    | 2020년 3월 27일 ~ 2022년 3월 25일 | 매주 금요일 낮 12시 20분 ~ 1시 20분    |
| MBC TV    | 2022년 4월 1일 ~ 2023년 7월 28일  | 매주 금요일 오전 10시 45분 ~ 11시 45분 |
| MBC TV    | 2023년 8월 5일 ~ 현재             | 매주 토요일 아침 8시 30분 ~ 9시 30분   |

## MC
| 대수 | 진행자             | 진행 기간                          |
| ---- | ------------------ | ---------------------------------- |
| 1대  | 손정은 전 아나운서 | 2018년 9월 22일 ~ 2019년 11월 9일  |
| 2대  | 임현주 아나운서    | 2019년 11월 16일 ~ 2020년 9월 18일 |
| 3대  | 강다솜 아나운서    | 2020년 9월 25일 ~ 2025년 3월 22일  |
| 4대  | 이정민 아나운서    | 2025년 3월 29일 ~ 현재             |

## 제작진
- 기획: 김형윤
- 책임프로듀서: 정성후
- 기술감독: 김병문
- 비주얼: 강동석, 윤혜현
- 영상감독: 이상규
- 녹화: 길태윤 (233회), 윤태희 (236~237회), 박정현 (236~237회)
- 음향: 김병석 (233회, 237회), 채윤수 (236회)
- 음향보조: 장이슬 (233회, 237회), 이승은 (236회)
- 조명감독: 오승만
- 조명보조: 김진경 (233회), 강인성 (236회), 이규리 (237회)
- 카메라감독: 김승철 (233회, 237회), 박연수 (233회), 정진석 (233회), 정정수 (236~237회), 김종진 (236회), 전호승 (236회), 김만태 (237회)
- 소도구: 우정완
- 세트장치: 김진희
- 미술감독: 방성준
- 홍보: 김성윤
- 음악/믹싱/음향효과: 벌스뮤직, 명예지
- MBC C&I
  - 편집감독: 정인준, 고상훈 (~236회) → 김정현 (237회)
  - NLE: 김채린, 송보윤
  - 문자그래픽: 진동욱, 이지혜, 이수현, 배민지, 김영지, 김온유
  - 홈페이지 iMBC: 이수진, 주성훈
  - 타이틀제작: 윤희노
  - 분장: 김소연, 이은영, 남지은
  - 의상: 비라온
  - 미용: 이명순, 원현진, 이성민
  - 로고디자인: 이봉재, 방세원
  - 제작CP: 임연상
  - 제작PD: 신승엽
  - 자막검수: 유민영
  - 행정: 이용주, 박가영
  - 작가: 김세진, 진다은, 임수빈, 정소라, 남기선
  - 조연출: 문서연
  - 연출: 주은정, 박소영, 김지연, 김관동
- 기획: MBC TV 시사교양국
- 제작: MBC C&I

## 편성 변경
프로그램 결방 없이 방송 편성이 변경될 수 있다.
2019년
- 7월 27일 : 2019 메이저리그 류현진 선발경기 LA다저스 VS 워싱턴 중계방송 관계로 밤 12시 45분 ~ 새벽 1시 45분에 방송시간이 변경되었다.
- 9월 14일 : 추석특집 방송 관계로 아침 7시 25분 ~ 8시 25분에 방송시간이 변경되었다.

2020년
- 1월 25일 : 설날특집 방송 관계로 전날 1월 24일 금요일 아침 6시 ~ 7시에 방송시간이 변경되었다.
- 10월 2일 : 추석특집 방송 관계로 아침 6시 ~ 7시에 방송시간이 변경되었다.
- 10월 9일 : 한글날 특집 방송 관계로 다음 날 10월 10일 아침 8시 ~ 9시에 방송시간이 변경되었다.
- 12월 25일 : 성탄절 특집 방송 관계로 다음 날 12월 26일 아침 6시 ~ 7시에 방송시간이 변경되었다.

2021년
- 1월 1일 : 신년 특집 방송 관계로 다음 날 1월 2일 아침 6시 ~ 7시에 방송시간이 변경되었다.
- 2월 12일 : 설날특집 방송 관계로 다음 날 2월 13일 아침 6시 ~ 7시에 방송시간이 변경되었다.
- 7월 30일 : 2020 도쿄올림픽(다음해 연기) 중계방송 관계로 다음 날 7월 31일 아침 6시 ~ 7시에 방송시간이 변경되었다.
- 8월 6일 : 2020 도쿄올림픽(다음해 연기) 중계방송 관계로 다음 날 8월 7일 아침 6시 ~ 7시에 방송시간이 변경되었다.
- 9월 17일 : MBC 뉴스특보 [수화] 1205 ~ 1220 편성 이후 이후 10분 늦춰 12시 30분 ~ 1시 30분에 방송시간이 변경되었다.

2022년
- 1월 14일 : 5분 늦춰 12시 25분 ~ 1시 25분에 방송시간이 변경되었다.
- 2월 4일 : 2022 베이징올림픽 [피겨스케이팅] (Live) 1045 ~ 1215 직후 낮 12시 35분 ~ 오후 1시 35분에 방송시간이 변경되었다.
- 2월 12일 : 2022 베이징올림픽 [스켈레톤] (Live) 중계방송 이후 다음 날 2월 12일 오전 8시 20분 ~ 9시 20분에 방송시간이 변경되었다.
- 4월 22일 : 중계방송 제8회 지방선거 2차 공직선거 정책토론회(Live) 0955 ~ 1200 이후 낮 12시 20분 ~ 1시 20분에 방송시간이 변경되었다.
- 8월 12일 : MBC스포츠 2022 FIFA U-20 여자월드컵 대한민국:캐나다(코스타리카, Live) 직후 오후 1시 ~ 2시에 방송시간이 변경되었다.
- 9월 9일 : 추석특집 편성 직전 오전 6시 ~ 7시에 방송시간에 변경되었다.
- 11월 25일 : 2022 카타르월드컵 조별리그 H조 대한민국 : 우루과이 (재) 직후 오전 11시 ~ 낮 12시에 방송시간이 변경되었다.

2023년
- 1월 6일 : 《중계방송 10.29 참사 국정조사특위 2차 청문회(Live)[수화]》 편성 관계로 낮 12시 25분 ~ 오후 1시 25분에 방송시간이 변경되었다.
- 1월 20일 : 설특집 편성 관계로 5분 늦춰 10시 50분 ~ 11시 50분에 방송시간이 변경되었다.
- 2월 10일 : MBC 뉴스특보[수화] (앵커 이선영(MBC) 아나운서) 《이재명 대표 검찰 출석》 편성 관계로 오전 11시 10분에 방송시간이 변경되었다.
- 6월 2일 : FIFA U-20 월드컵 2023 16강전 대한민국 : 에콰도르(Live) 중계방송 편성 관계로 15분 늦춰 오전 11시 ~ 낮 12시 방송시간이 변경되었다.
- 6월 9일 : FIFA U-20 월드컵 2023 준결승 대한민국 : 이탈리아(Live)중계방송 편성 관계로 15분 늦춰 오전 11시 ~ 낮 12시 방송시간이 변경되었다.
- 7월 14일 : 중부 집중호우로 인하여 MBC 뉴스특보[수화] 0945 ~ 1000, 기분 좋은 날 1000 - 1100 방송 관계로 15분 늦춰 MBC 뉴스특보[수화](낮 12시 ~ 12시 35분) 방송되기 직전으로 방송시간이 변경되었다.
- 7월 21일 : 중계방송 국회 인사청문회 김영호 통일부장관 후보자(Live) 특집편성 관계로 12 MBC 뉴스[수화] 방송 직전 오후 11시 ~ 낮 12시 까지 방송시간이 변경되었다.
- 9월 30일 : 추석특집 및 항저우 아시안 게임 주관으로 인하여 중계방송으로 인한 7시 20분 ~ 8시 20분에 방송시간이 변경되었다.

2024년
- 2월 10일 : 설날특집 방송 관계로 아침 6시 ~ 7시에 방송시간이 변경되었다.
- 9월 14일 : 추석특집 방송 관계로 아침 6시 ~ 7시에 방송시간이 변경되었다.
- 12월 7일 ~ 12월 14일 : MBC 뉴스특보 《2024년 대한민국 비상계엄》 편성 관계로 아침 5시 ~ 6시에 방송시간이 변경되었다.

## 경쟁 프로그램
- TV비평 시청자데스크 (KBS 1TV)
- 열린TV 시청자세상 (SBS TV)
- 열린비평 TV를 말하다 (TV조선)
- 시청자의회 (JTBC)
- 채널A시청자마당 (채널A)
- 열린TV 열린세상 (MBN)